# یواس‌اس آر-۱۷ (اس‌اس-۹۴)
یواس‌اس آر-۱۷ (اس‌اس-۹۴) (به انگلیسی: USS R-17 (SS-94)) یک زیردریایی بود که طول آن ۱۸۶ فوت ۲ اینچ (۵۶٫۷۴ متر) بود. این زیردریایی در سال ۱۹۱۷ ساخته شد.